# Torneo di Écry

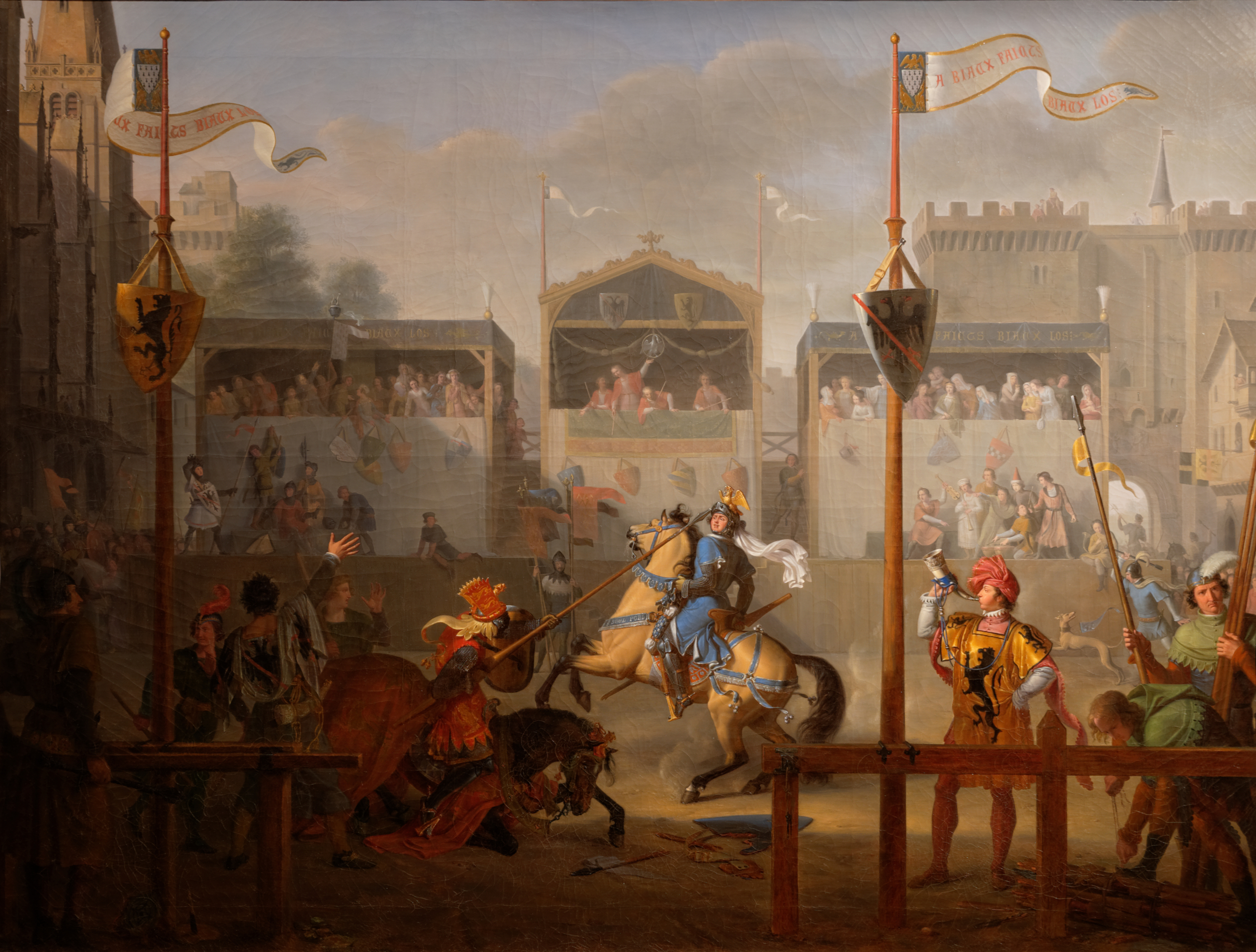
Il Torneo, di Pierre Révoil, 1812

Il torneo di Écry o torneo di Écry-sur-Aisne si svolse nel novembre 1199 nell'attuale Asfeld.

## Contesto storico
Dopo il fallimento della terza crociata e di quella del 1197, papa Innocenzo III indisse una nuova crociata il 15 agosto 1198, pochi mesi dopo la sua elezione, in un momento in cui l'Europa era riluttante a impegnarsi in un'altra campagna militare in Terra Santa. A tal fine incaricò il predicatore Folco di Neuilly, famoso per la sua pietà ed eloquenza, di predicare la quarta crociata.

## Il torneo
Nel novembre 1199, il conte di Champagne Tebaldo III organizzò un grande torneo ad Écry, al quale parteciparono importanti signori. tra cui suo cugino Luigi, conte di Blois, e i migliori cavalieri francesi e della Champagne.

## Contesto
Durante il conflitto tra capetingi e plantageneti, diversi signori dello Champagne e delle Fiandre si schierarono con gli inglesi contro il re francese. Dopo la morte di Riccardo Cuor di Leone avvenuta il 6 aprile 1199, questi avrebbero preso la croce per avere la protezione della Chiesa (che proteggeva i beni dei crociati in loro assenza) e per evitare le rappresaglie di Filippo Augusto, il che potrebbe spiegare anche il successo di questa causa al torneo di Ecry.

## Lista dei partecipanti

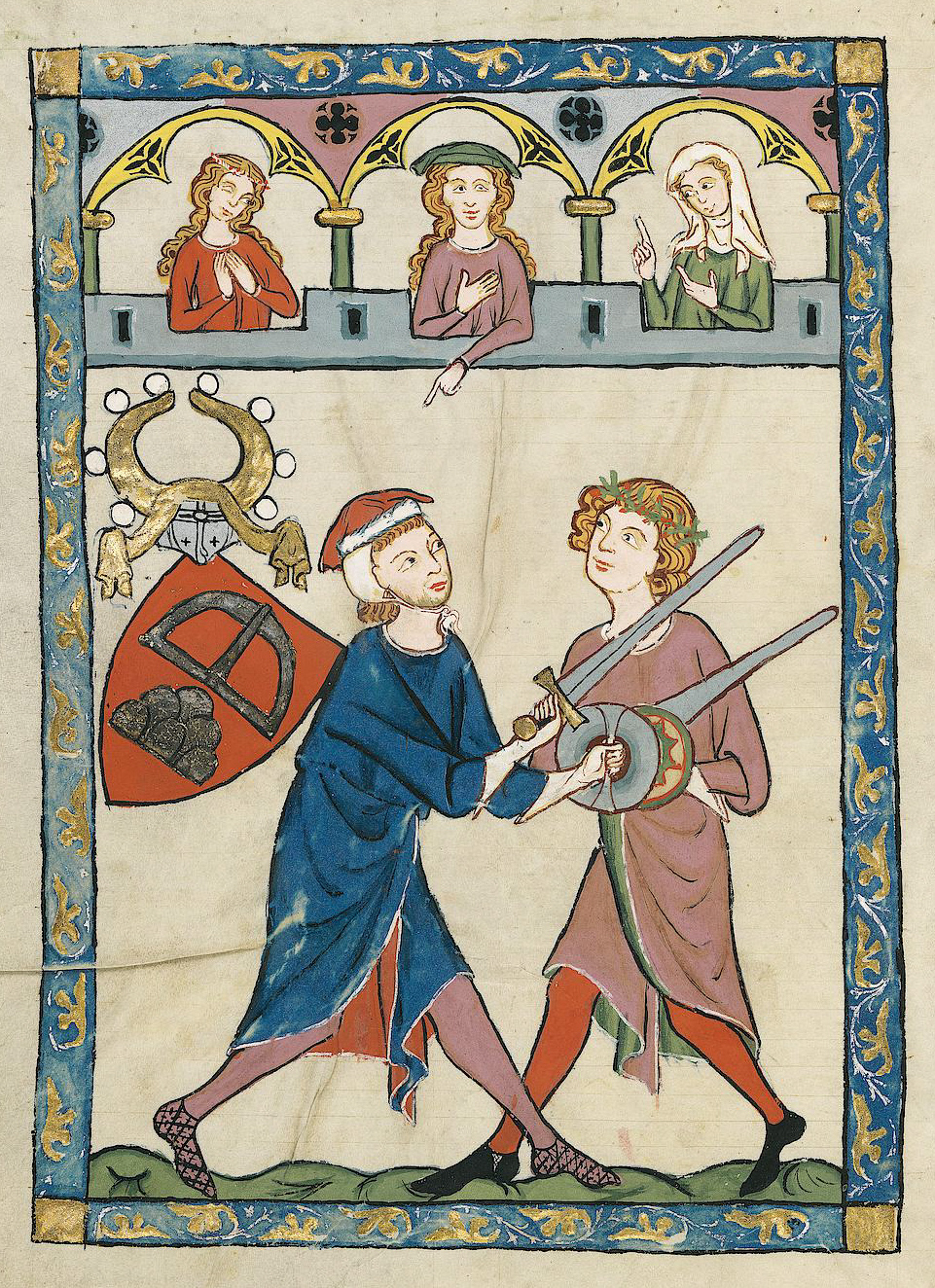
Duello con spada e brocchiero (miniatura dal Codex Manesse, 1320)

- Tebaldo III di Champagne, conte di Champagne
- Luigi di Blois, conte di Blois
- Simone IV di Montfort, che la crociata contro gli Albigesi renderà famoso
- Renaud di Montmirail, figlio di Giovanni di Montmirail
- Gualtieri III di Brienne, conte di Brienne
- Giovanni di Brienne (probabilmente), fratello del precedente, futuro re di Gerusalemme
- Goffredo V di Joinville, siniscalco di Champagne
- Roberto di Joinville, fratello del precedente
- Gualtieri I di Vignory
- Gualtieri di Montbéliard
- Eustachio I di Conflans, cugino del conte di Brienne
- Guido di Plessis, suo cognato
- Enrico di Arzillières
- Oger di Saint-Cheron
- Vilain di Nully
- Goffredo di Villehardouin, maresciallo di Champagne, e futuro cronista della quarta crociata[3]
- Roberto di Villehardouin, fratello del precedente
- Goffredo I di Villehardouin, nipote del precedente
- Guglielmo di Neuilly
- Eberardo (Evrard) di Montigny
- Manasse di Isle-sous-Montreal
- Macario di Sainte-Menehould
- Milone il Brebano di Provins
- Guido di Chappes
- Clarembaud VI di Chappes, nipote del precedente
- Renardo II di Dampierre-en-Astenois
- Garnier de Traînel, vescovo di Troyes

### Partecipanti talvolta menzionati
- Baldovino VI di Hainaut, conte delle Fiandre e Hainaut (citato da autori del XIX secolo senza alcuna fonte medievale)
- Goffredo III di Perche, conte di Perche (citato da autori del XIX secolo senza alcuna fonte medievale)
- Ugo IV di Campdavaine, conte di Saint-Pol (citato da autori del XIX secolo senza alcuna fonte medievale)
- Eudes II di Champlitte (citato da autori del XIX secolo[4] senza alcuna fonte medievale)
- Guglielmo I di Champlitte[4], fratello del precedente